# リグナムバイタ

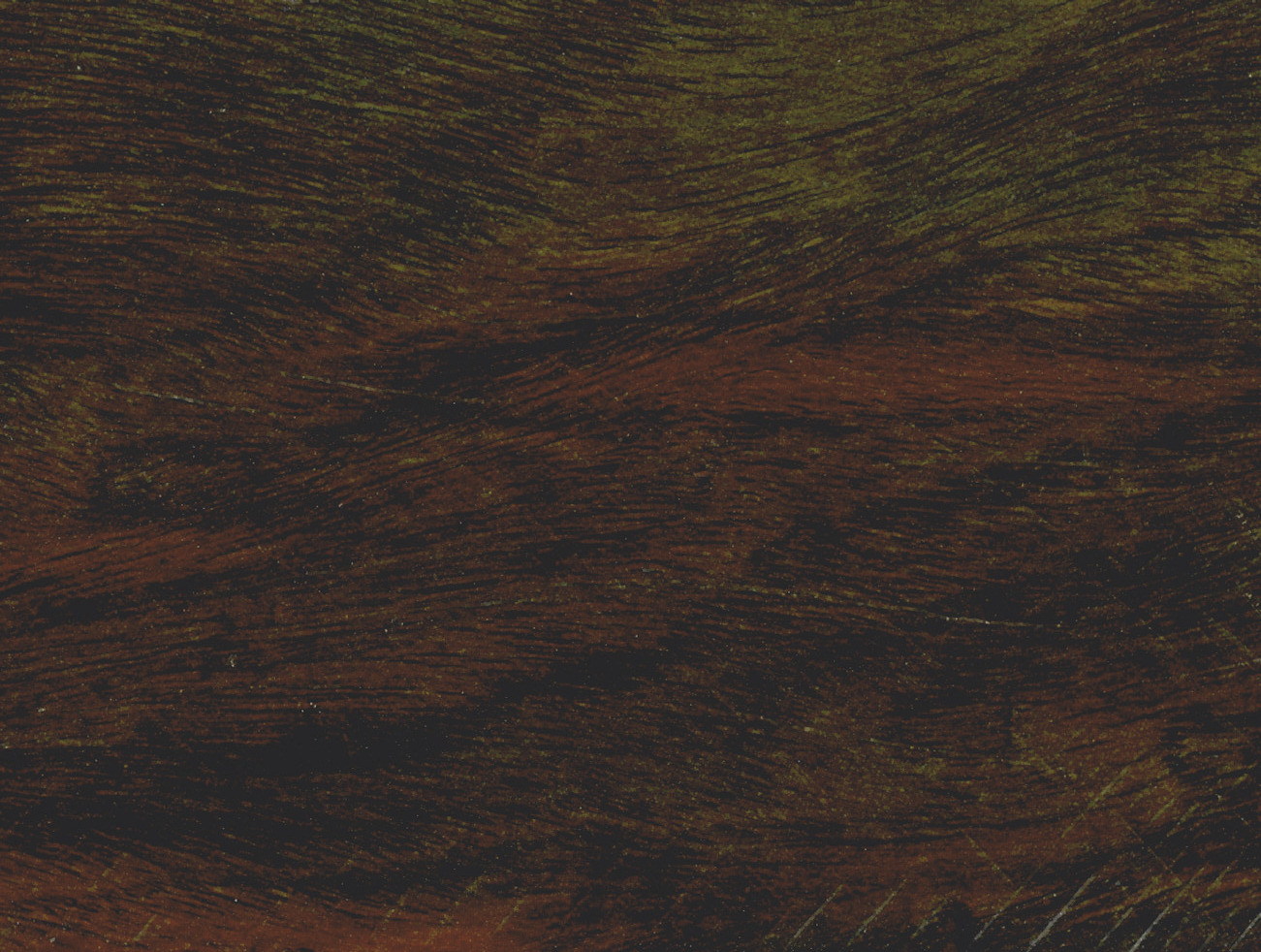
リグナムバイタの板

リグナムバイタ（英語: lignum vitae）とは、ハマビシ科ユソウボク属の数種の樹木から得られる木材に対する総称であり、またそれらの樹木に対する一般名でもある。特にユソウボク属の一種であるユソウボク（Guaiacum officinale）に対する一般名称でもある。さらに、ユソウボク属以外の木材がリグナムバイタと呼ばれることもある。本項目では木材としてのリグナムバイタについて解説する。
ユソウボク属の樹木は四種程度と考えられているが、その中で、ユソウボク（Guaiacum officinale）、バハマユソウボク（Guaiacum sanctum）、および Guaiacum guatemalense の三種の木材がリグナムバイタとして輸出されている。日本では明治期の文献に「グアヤック」の名で記載されているが、そのころには、ユソウボクはすでに枯渇しており、現在に至るまで利用されているものはバハマユソウボクの材である。1992年3月に京都で開催されたワシントン条約会議において、西インド原産のリグナムバイタは付属書II（商業取引は可能だが輸出許可書が必要なもの）に含まれた。リグナムバイタは市場に流通する木材の中ではもっとも堅く重い木材として知られる。

## 特徴

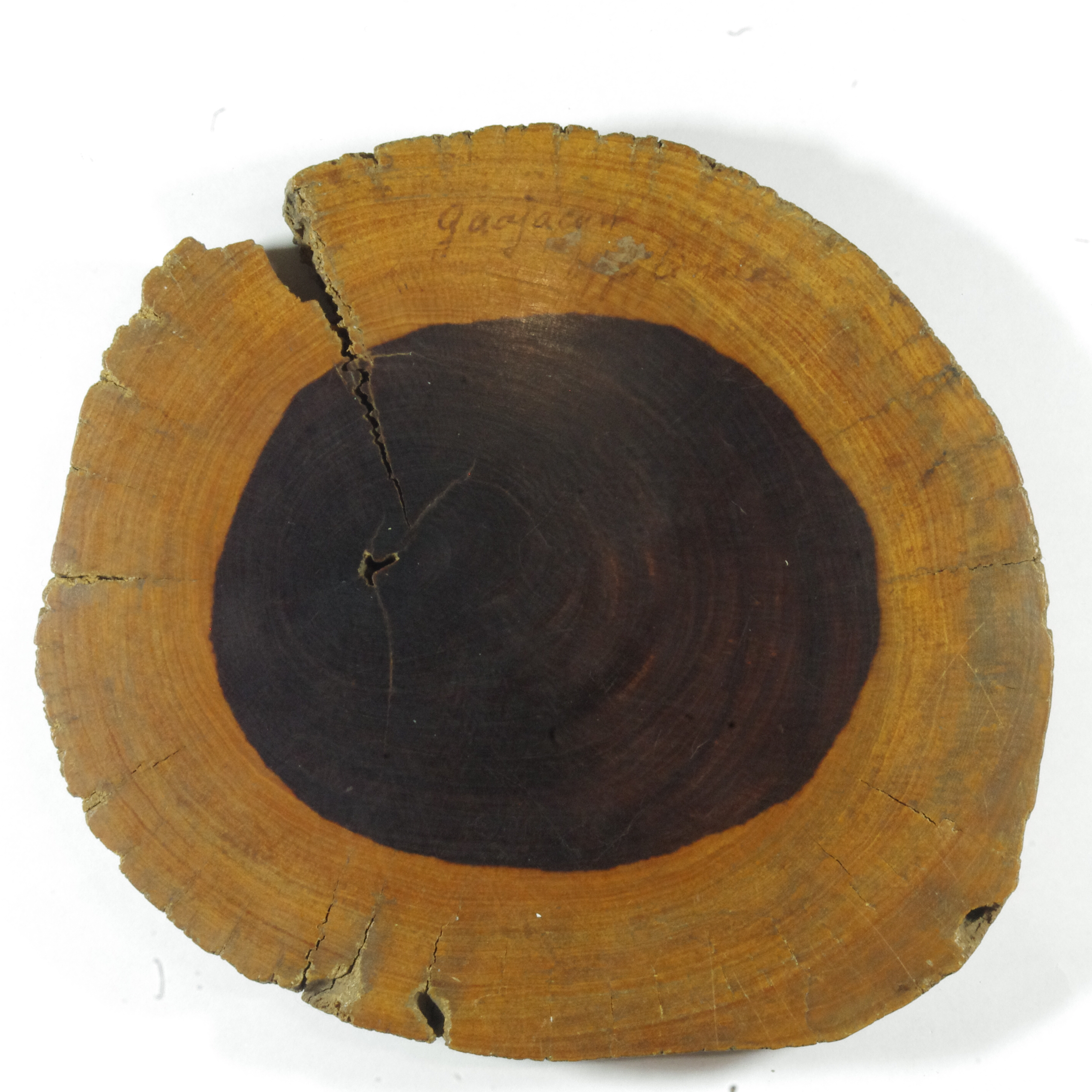
ユソウボクの材断面。トムスク大学植物園のコレクションより。1878年（あるいは1838年）。

材は散孔材であり、辺材と心材は明瞭に区別でき、年輪は不明瞭。辺材は幅が狭く、黄色味を帯びた灰白色。心材は黄色や緑を帯びた暗褐色。肌目は緻密。材面には光沢があり芳香がある、材中に25%の樹脂を有し、油状の感触がある。木理は比較的狭く著しく交走し矢筈模様が表れる。材は粘りがあり、比重1.23。ヤンカ硬さは含水量12%の材において4500 lbf（約20000 N )に達し、市場に流通する木材としてはもっとも堅く重い木材とされ、堅さでは肩を並べるものはない程である。また、耐久性も高く、フナクイムシやシロアリ、そして腐敗にも極めて強い。乾燥は非常に遅く干割れを生じ易く制御しにくい。乾燥中の割れを防ぐため、木口面の塗装などの周到な手段が必要である。圧縮強さも非常に高く、曲げ加工には不適。切削抵抗も高いため機械加工は困難であり、切削には金属加工用の機械を使う。手工具による加工はきわめて困難である。
含油量が多く接着剤の使用も難しいため、接着面には苛性ソーダ溶液での洗浄などの表面処理が必要になる。研磨すると美しい仕上がりになる。100℃以上の水中で熱すると脂が出てくる。

## 利用

### 木材
古くから彫刻、木彫り、ろくろ細工に利用されていた。コロンブスによる新大陸発見の頃にバハマ、大アンティル諸島に住んでいたタイノ族は、本材の硬さ、耐久性、黒さを珍重し、最高に神聖な品々にリグナムバイタを使用した。15世紀ごろに本材で彼らが作った木像や腰掛けが発見されている。リグナムバイタは乾燥させると現代の金属製の工具をもってしても切削困難なほど堅くなる。そこでタイノ族の彫刻師たちは、生木もしくは伐ったばかりの木材に彫刻していたと考えられる。
大きな材は取れないため、建築材としての利用はないが、機械材や器具材としては他では代替できない用途をもっている。油分を含み、自己潤滑性があるため、船用プロペラシャフトの軸受け、滑車、ベアリングなど海洋で使う製品に最適である
その他にも潤滑油の使用が難しい条件で使用される歯車、ガイドローラーなどにも適する。綿繰り機、ヘラ、抜き型、ボウリングのボールやピンにも利用された。鉄道の枕木としても利用されたが、これは21世紀初頭には完全に見られなくなっている。
1904年に、United Railroads of San Francisco（現在のサンフランシスコ市営鉄道）では、重量架線の支持用にリグナムバイタの碍子を導入し始めた。それは大電流の過負荷によって引き起こされる旋回部分の曲線部発熱の問題に対して、高い圧力や温度に対するリグナムバイタの耐性があったためである。1906年に発生したサンフランシスコ地震では、その後に火災が発生し、この火災は銅の電線が溶け、鉄の支柱も曲がってしまうほどの高熱であったにもかかわらず、リグナムバイタの碍子は大部分が残っていた。

#### 船舶用軸受材
リグナムバイタは特に船のプロペラシャフトの船尾管軸受け用材としてもっともよく知られている。リグナムバイタが軸受として使用されたのは19世紀半ばからである。イギリスの造船技師であったJohn Pennは、1854年にリグナムバイタの軸受に関する特許を取得した。当時のスクリュー船はスクリューギアの過熱や損傷に悩まされ、船尾管の騒音は大きく、船尾管の破損による軸の破損や分裂などの危険にさらされていた。この困難のために、一時はスクリュー船が放棄され、外輪船が復活するようにも見えた。Pennは、各種の金属や木材で試験をして、リグナムバイタを軸受けとして採用した 。
リグナムバイタ軸受を最初に使用したのはイギリス海軍のスループ「HMS マラッカ」（後に日本海軍に売却されて筑波になった）であった。マラッカはそれまでに、外部スクリューシャフトのベアリングが摩耗し、メタルが一時間に3.5オンスも磨り減ってしまうという深刻なトラブルを抱えていた。リグナムバイタの軸受に換装した後は15000マイルの航海の後に、32分の1インチだけしか磨り減りは見付からなかった。この成功によりスクリュープロペラの実用性が完全に確立した  。
リグナムバイタを使用した海水潤滑軸受は船尾管軸受としてもっとも一般的なものであったが、1959年頃からフェノール樹脂の軸受が使われはじめ、すでに1959年以降の新造船ではゴム軸受けがリグナムバイタ軸受けを上回っていた。リグナムバイタは入手困難になり、材質のむらもあるため使用が減っている 。その後はほとんど、合成ゴム、また大型船ではホワイトメタルを使用した油潤滑軸受が使われるようになった 。
リグナムバイタ製の軸受は、小型船では材をくりぬいて一体型の軸受けとするが、大型船ではいくつかのピースに分割して使用する。分割使用の場合、上半分は板目材、下半分は小口材を使用する 。使用時には含有する樹脂成分が摩擦熱の影響を受けやすいので、注水の必要があり、軸受面には水を通すためのU字または V字型の溝がある 。1964年に行われたリグナムバイタの耐摩性と耐用機関についての調査によれば、リグナムバイタ軸受の平均耐用年数は、貨物船とタンカーでは大差があり、貨物船で45.6ヶ月、タンカーでは27.2ヶ月であった。

### 樹脂
本材の心材には20-25%もの脂肪分が含まれている。チップや鋸くずをアルコールや熱水などで抽出して得られる油脂（グアヤック脂）、およびそのチンキはかつて梅毒の特効薬として用いられた。精油に含まれるグアイアコールは酸化剤で酸化されると深藍色のグアイアズレンを生成するので、ハロゲンガス、シアン化水素、オゾン、過酸化水素、ヘモグロビンなどの検出に用いられる。

### その他
本材のおがくずはゆっくり燃える性質のため蚊取線香にも使われる。

## ギャラリー
- ハイチの木彫師が使うリグナムバイタの木槌
- タイノ族によるリグナムバイタ製の儀式用の椅子。1000-1500年頃
- リグナムバイタ製の四分儀。1556年。
- 1851年から1855年までパナマ地峡鉄道の建設に使われた、逆U字型レールと犬釘とリグナムバイタ製の枕木。
- リグナムバイタ製の風車の軸受け。